# Adolfo Bergamini
Adolfo Bergamini (Cataguases, 11 de outubro de 1886 — Rio de Janeiro, 7 de janeiro de 1945) foi um político brasileiro.
Filho de imigrantes italianos chegados ao Brasil no mesmo ano de seu nascimento, Bergamini foi interventor no então Distrito Federal de 24 de outubro de 1930 a 21 de setembro de 1931. Para atender às necessidades do erário municipal instituiu as famosas "bergaminas", que eram títulos de crédito público.
Sua herma estava no Palácio Monroe, obra do escultor Leão Veloso.

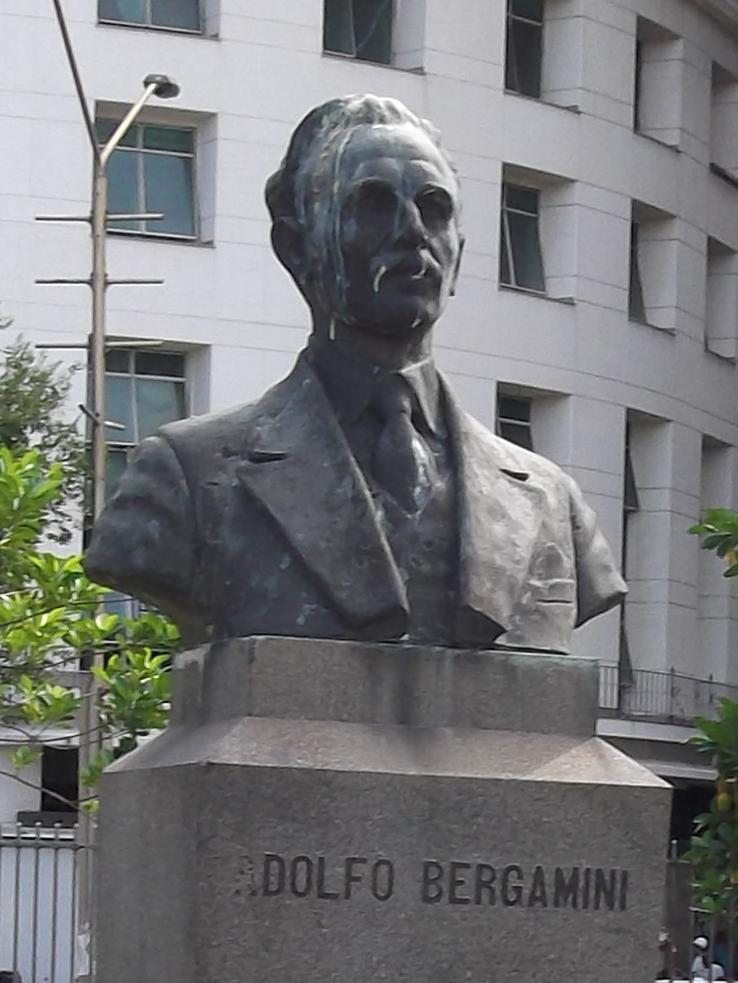
Busto de A. Bergamini na Praça Monroe, cidade do Rio de Janeiro.